# 王鵬運
王鵬運（1840年代—1904年），字佑遐，一字幼霞，自號半塘老人，广西臨桂（今桂林）人。

## 生平
原籍浙江山陰，玄祖父王雲飛遷至廣西臨桂，父王必達以臨桂為籍。鵬運早年嗜金石，同治九年（1870年）舉人，同治十三年（1874年），为内阁中书，历官侍读，直实录馆。光绪十九年（1893年），授江西道御史，自命清流，官至禮科掌印給事中。二十四年（1898年）5月参翁同龢是“权奸误国”。二十八年（1902年），寓揚州，执教于上海南洋公学，晚年號鶩翁、半塘僧鶩。與鄭文焯，況周頤，朱祖謀合稱清季四大詞人，又被稱為四家之首。朱孝臧评其詞作“导源碧山（王沂孙），复历稼轩（辛弃疾）、梦窗（吴文英），以还清真（周邦彦）之浑化”。晚年客死苏州。
著有《袖墨》、《虫秋》、《味梨》、《鹜翁》、《庚子秋词》等词集。朱自清的《看花》散文中曾記下王鵬運的兩句詞：“只愁淡月朦朧影，難驗微波上下潮。” 
王鹏运墓位于今广西桂林市七星区。